# 하와이, 오슬로
《하와이, 오슬로》(영어: Hawaii, Oslo)은 2004년에 개봉한 노르웨이의 영화이다.

## 줄거리
정신병원에서 일하는 비다르(세임)는 자신이 겪은 끔찍한 일들이 실제 예지몽으로 드러나면서 최대한 잠들지 않으려 노력한다. 어느 순간, 그는 환자 중 한 명인 레온(뢰세)이 전 여자친구를 만나기로 되어 있었지만, 만나지 못하고 대신 구급차에 치이는 꿈을 꾼다.

## 한국판 성우진(KBS)
- 구자형 - 비다(트론드 에스펜 자임)
- 오인성 - 레온(얀 군나 뢰이스)
- 은영선 - 오사(에비 카세스 로스텐)
- 김영민 - 프로데
- 구민선 - 밀라
- 이윤선 - 비고
- 강희선 - 바비
- 이선 - 미켈
- 이현주 - 마그네
- 김소형 - 트리그베
- 장광 - 욘
- 임은정 - 돌테 / 안키
- 임진응 - 레지던트
- 김규식 - 크로
- 장호비 - 미쓰
- 석원희 - 아를란드